# Zhuyeping (sockenhuvudort i Kina, Hunan Sheng, lat 29,47, long 110,54)
Zhuyeping (kinesiska: 竹叶坪, 竹叶坪乡) är en sockenhuvudort i Kina. Den ligger i provinsen Hunan, i den södra delen av landet, omkring 280 kilometer nordväst om provinshuvudstaden Changsha. Antalet invånare är 8 903. Befolkningen består av 4 193 kvinnor och 4 710 män. Barn under 15 år utgör 18,0 %, vuxna 15-64 år 68 %, och äldre över 65 år 12,0 %.
Runt Zhuyeping är det ganska tätbefolkat, med 166 invånare per kvadratkilometer. Närmaste större samhälle är Wulingyuan, 13,7 km söder om Zhuyeping. I omgivningarna runt Zhuyeping växer i huvudsak blandskog.
Genomsnittlig årsnederbörd är 1 766 millimeter. Den regnigaste månaden är maj, med i genomsnitt 286 mm nederbörd, och den torraste är december, med 22 mm nederbörd.